# Schwarzscheitel-Blattspäher
Der Schwarzscheitel-Blattspäher (Philydor atricapillus, Syn.: Anabates atricapillus) zählt innerhalb der Familie der Töpfervögel (Furnariidae) zur Gattung Philydor.
Die Art kommt in Nordostargentinien, Ostbrasilien und Ostparaguay vor.
Das Verbreitungsgebiet umfasst tropischen immergrünen Tief- und Sekundärwald bis 1050 m Höhe.
Das Artepitheton kommt von lateinisch ater ‚schwarz‘ und lateinisch capillus ‚Kopfhaar‘.

## Merkmale
Die Art ist 16 bis 17 cm groß und wiegt zwischen 17 und 27 g und ist einer der auffälligsten Blattspäher mit tiegerartig gestreiftem Kopfmuster, kräftiger rotbrauner Färbung und charakteristischem blassgelbem, nach hinten in orange bis rötlich übergehendem Überaugenstreif, breitem blass gelbbraunem Augenring, schwärzlich braunem Hinteraugenstreif mit gelbbrauner Begrenzung und weiterem schwärzlich braunem, bis an die Schnabelbasis reichendem Band. Der Bartstreif ist dunkel rotbraun und wird von einem schwärzlich braunen, vom Scheitel kommenden Streifen unterbrochen. Der Scheitel ist gleichfalls schwärzlich braun mit angedeuteter Pünktelung der Stirn mit mittigen Streifen. Die Oberseite ist rotbraun, der Rumpf etwas blasser, die Oberschwanzdecken sind hell orange bis rotbraun, die Flügel kräftig braun, die Handschwingen etwas dunkler, die Steuerfedern tragen dunkle Spitzen. Der hell rotbraune Schwanz ist leicht abgerundet mit steiferen Federkielen, Kinn, Kehle und Bartregion sind hell orange, zur Kehle hin dunkler werdend. Die Unterseite ist gleichförmig dunkel orange bis rotbraun, die Flanken noch etwas dunkler. Die Iris ist braun, der Schnabel auf der Oberseite schwarz, auf der Unterseite grau bis grünlich grau. Die Geschlechter unterscheiden sich nicht. Beim Jungtier haben die Federn der Unterseite dunkelbraune Ränder.
Die Art ist monotypisch.

## Stimme
Der Gesang wird als melodisches, schnelles, rasch abfallendes Pfeifen und als Folge von „pit-wit“ Lauten beschrieben.

## Lebensweise
Die Nahrung besteht aus verschiedenen Gliederfüßern, die meist jedoch in gemischten Jagdgemeinschaften mit Myrmotherula, anderen Blattspähern wie dem Weißaugen-Baumspäher (Automolus leucophthalmus) und Kardinäle wie dem Karmesinkardinal (Habia rubica) gejagt werden.
Die Brutzeit ist nicht bekannt.

## Gefährdungssituation
Der Bestand gilt als nicht gefährdet (Least Concern).